# Радзивиллы
Радзиви́ллы (белор. Радзівілы, пол. Radziwiłłowie, лит. Radvilos) — богатейший род в Великом княжестве Литовском, первым в государстве получивший княжеский титул Священной Римской империи (1518).
Высочайше утверждённым (1 марта 1899) мнением Государственного совета дозволено принятому в Российское подданство (27 сентября 1888) в звании камер-юнкера Высочайшего двора Адаму-Карлу-Вильгельму Радзивиллу с детьми его пользоваться в России княжеским титулом.

## Происхождение
О происхождении Радзивиллов существует несколько версий, сопряжённых с легендами того времени. Легендарная генеалогия выводила происхождение Радзивиллов из высшего жреческого сословия языческой Литвы и его родоначальником был жрец Лиздейка. У него был сын Сирпутис, который женился на княжне ярославской, у них был сын Войшунд, крестившийся под именем Христиан, подписывавший, вместе с отцом Виленско-Радомскую унию.
Генеалоги XVI—XVII веков пытались связать происхождение Радзивиллов с древней литовской княжеской династией Палемоновичей, считая их предком князя Эрдивила, а то и к князю Наримунту, который оказывался отцом Лидзейки.
Большинство современных исследователей считает, что родоначальником Радзивиллов был литовский боярин Сирпутий, живший в 1385 году, чей сын Остик крестился под именем Кристин, и (1419—1442) был каштеляном виленским, у него был сын Радзивилл (умер в 1477), от него и происходит род Радзивиллов. Эти сказания, а также характерное окончание слова (однозвучные — Эрдивилл, Монтивилл и др.) свидетельствуют о глубокой древности рода.

## История рода
В 1483 году Радзивилл Ядогович (лат. Radiuil Jadogowicz) выделили средства на строительство алтаря в костёле в своём имении Ушаково, на который отписал десятину с другого своего имения Нарочь.
В 1518 году Радзивиллы (в лице князя Николая, прозванного amor Poloniae) получили титул князей Римской империи, распространённый (1547) на всю фамилию. В 1528 двор (усадьбу) Свирь (Свиро) купил Юрий Николаевич Радзивилл. Сохранилась также вольная, выданная (11 мая 1529) неким боярином «Родивилом Волковичем» своим крестьянам. Возможно, это было обычное имя среди литвинской шляхты.
Радзивиллы имели огромные земельные владения на территории современной Республики Беларусь, в том числе города и местечки Геранёны, Давид-Городок, Клецк, Койданово, Копысь, Лахву, Мир, Несвиж, Чернавчицы, Щучин, в Литве города Кедайняй, Дубингяй, Биржай и множество деревень. После Олельковичей к Радзивиллам перешло Слуцкое княжество со Слуцком и Копылем.
В XVI—XVIII веках имели войско из шляхты и служилых людей, свои крепости Слуцк, Несвиж, Биржи, Кейданы, Мир, Любчу. В 1528 году Радзивиллы, в имениях которых насчитывалось 18 240 «дымов», выставили в войско Великого княжества Литовского 760 всадников, в 1567 году от 28 170 «дымов» — 939 всадников и 1586 пехотинцев. Играли значительную роль в политической жизни Речи Посполитой. С XVIII века известны как меценаты, собиратели портретной галереи, основатели мануфактур.

## Описание герба

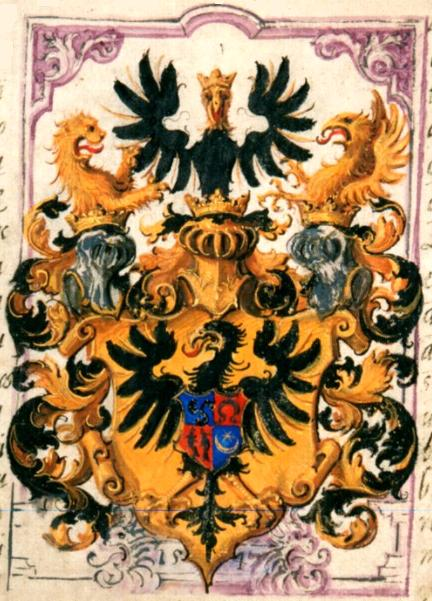
Герб Радзивиллов с привилея Фердинанда I, данного Николаю Радзивиллу Чёрному 14 декабря 1547 года вместе с титулом князя.

Родовой герб «Трубы» Радзивиллы получили после 1451 года.
На лазуревом щите три охотничьих трубы в золотой оправе. Нашлемник: над короной семь страусовых перьев. Девиз: «Bóg nam radzi» («Нам советует Бог»).

## Радзивилловские ординации
Род Радзивиллов разделяется на три ветви:
1. Радзивиллы — с 1518 года князья Священной Римской империи и ординаты на Гоняди и Мяделе; ветвь эта в мужском поколении угасла (1546);
2. Радзивиллы — с 1547 года князья Священной Римской империи и ординаты на Биржах и Дубинках; линия эта угасла в мужском поколении (1669); из неё происходила Варвара Радзивилл, жена короля Сигизмунда II Августа.
3. Радзивиллы — с 1547 года князья Священной Римской империи и ординаты на Несвиже и Олике; впоследствии эта ветвь распалась на три линии.

Дворцы-замки Радзивиллов
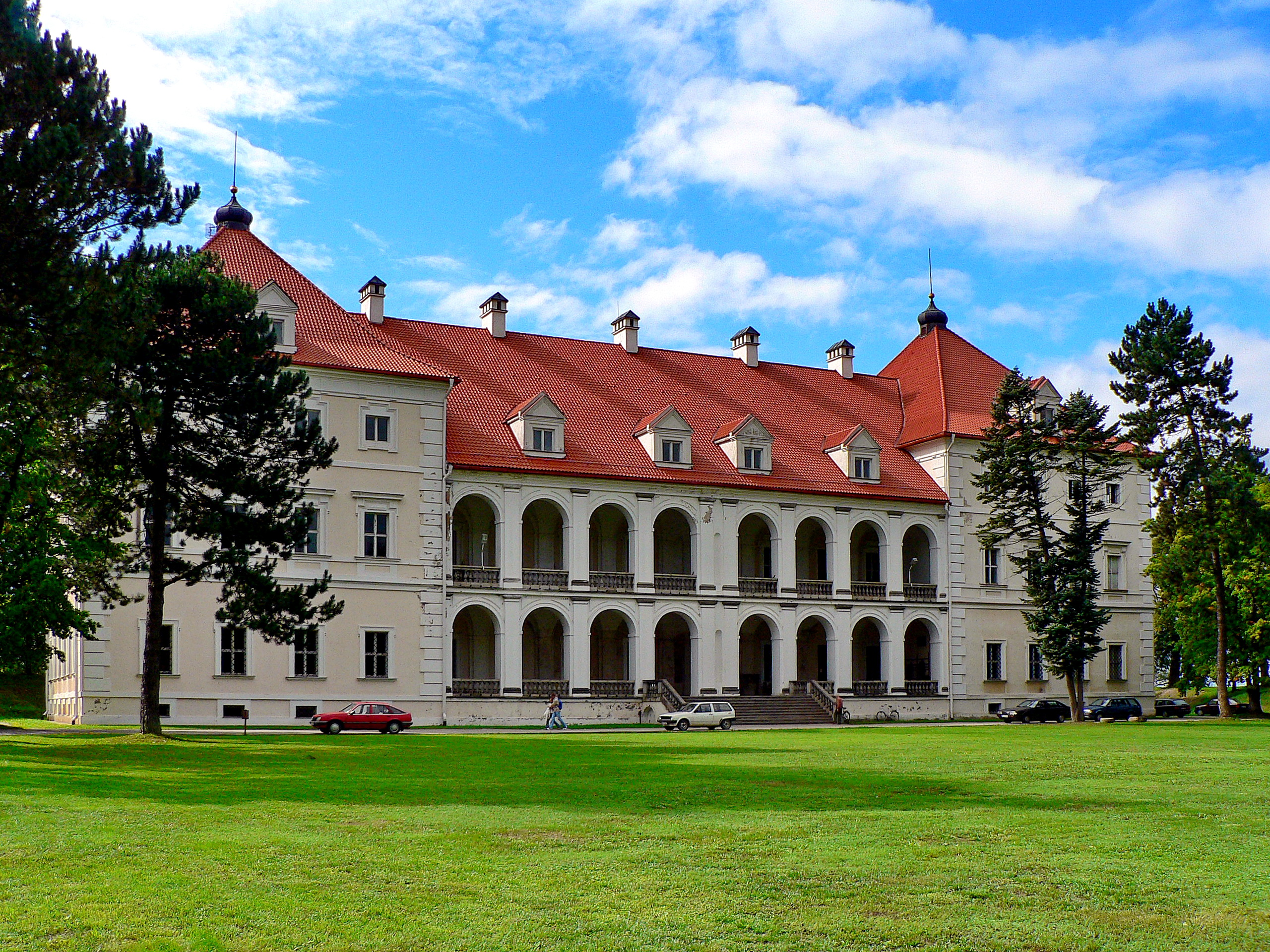
Биржайский замок
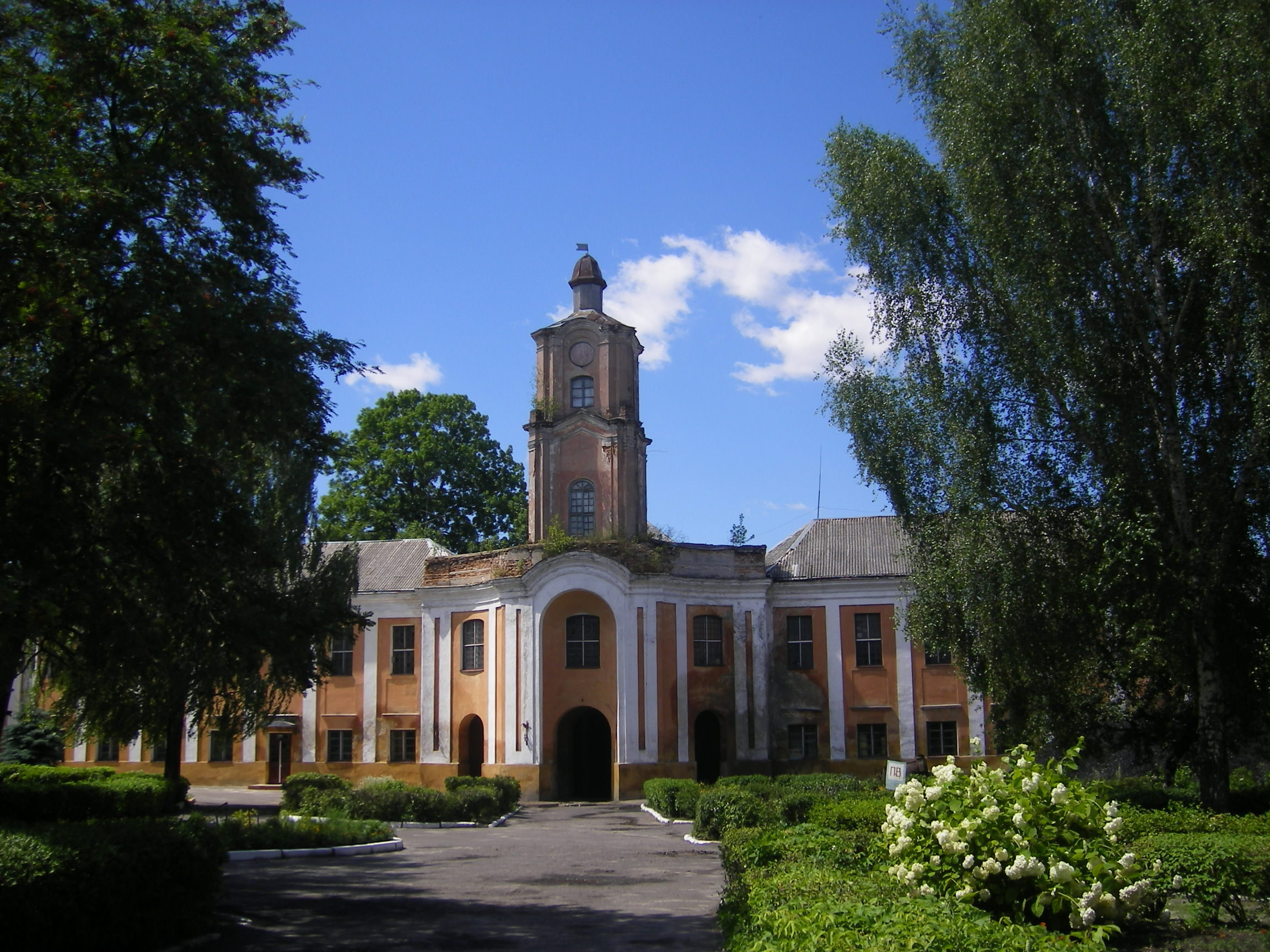
Олыцкий замок
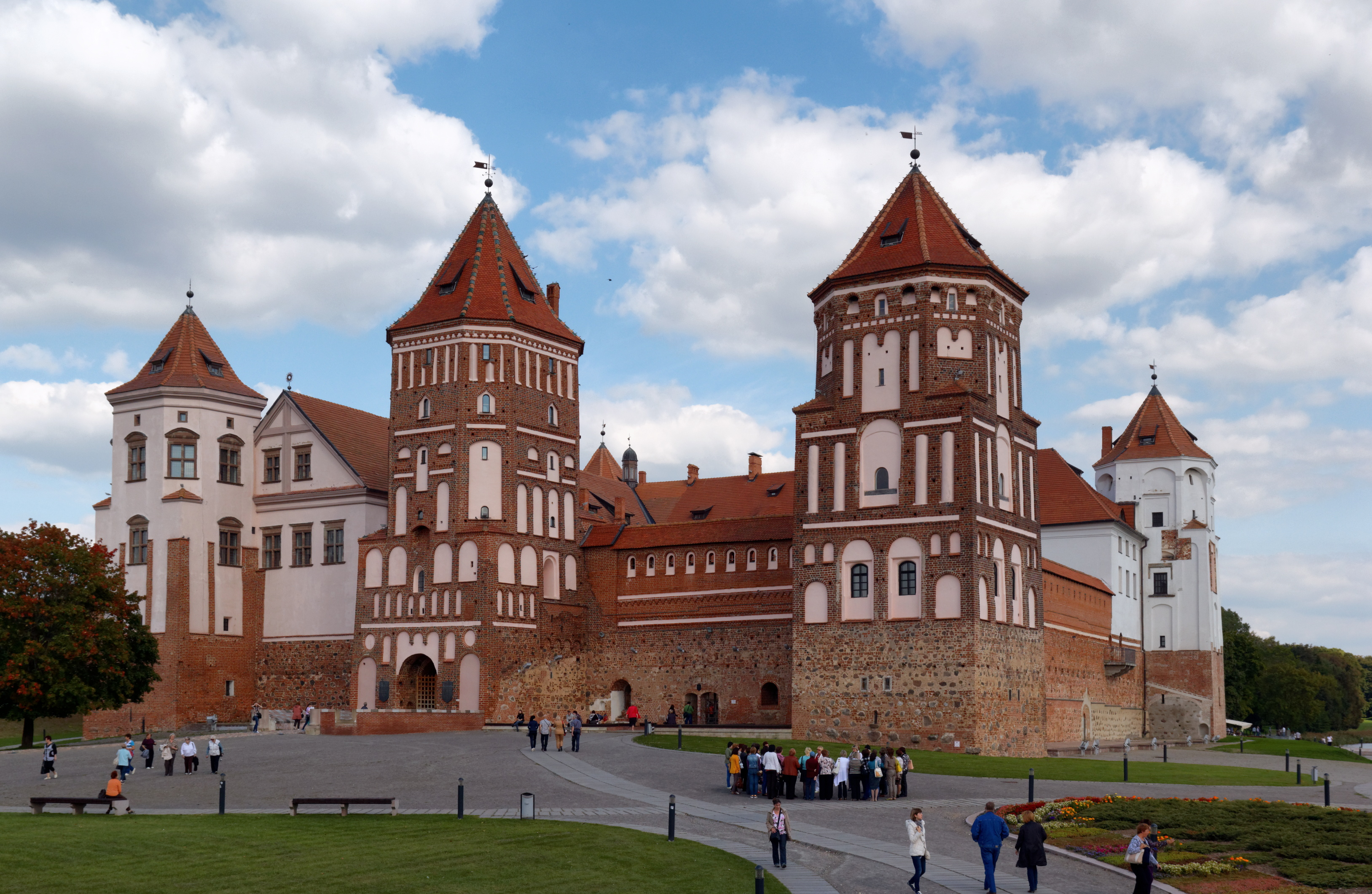
Мирский замок
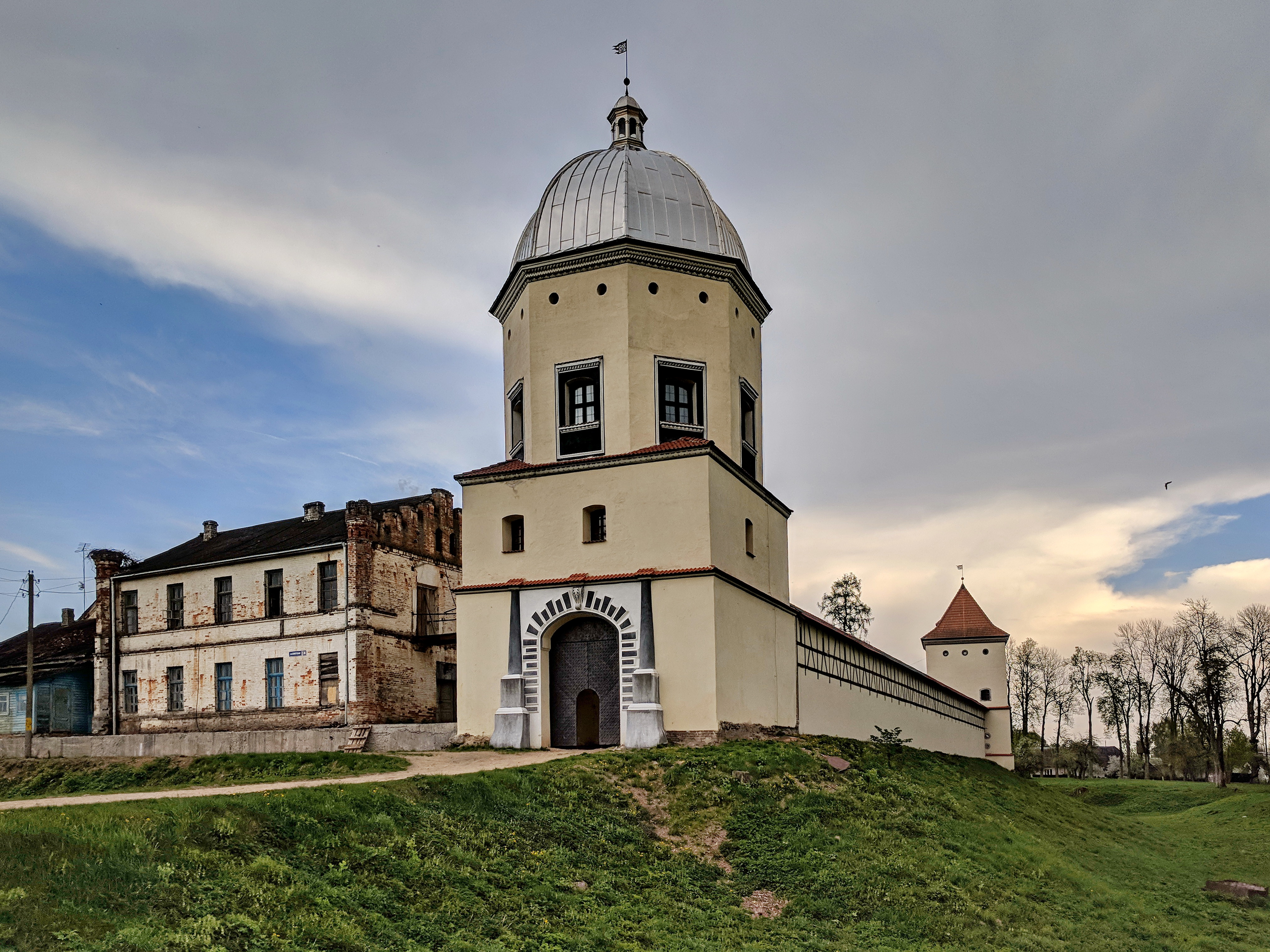
Любчанский замок
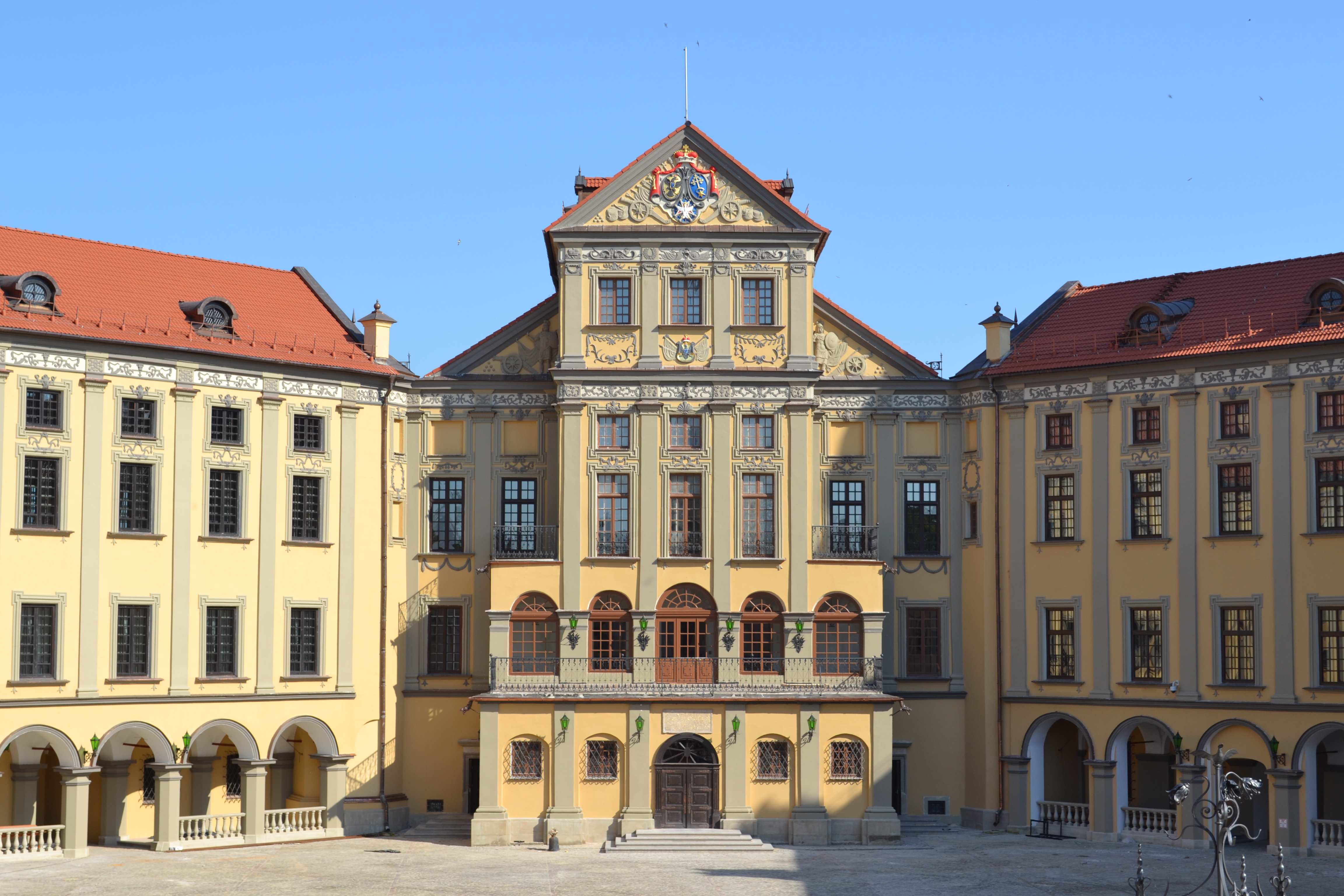
Несвижский замок

## Известные представители
- Остик (Кристин) (1363—1442/1443) — сын литовского князя Сирпутия, каштелян виленский (1419—1422).
- Радзивилл Остикович (?—1477) — сын Остика, маршалок господарский (с 1440), воевода трокский (с 1466), каштелян виленский (с 1475). От его трёх внуков, сыновей Николая Старого, род Радзивиллов разделился на три ветви. Старшая, гонёндзско-медельская, имела владения в Подляшье, получила княжеский титул Священной Римской империи (1515), который в Великом княжестве Литовском утверждён (1518), в 1547 году распространён на весь род. Средняя — несвижско-олыкская. Младшая, биржанско-дубинковская, владела Слуцким княжеством и рядом имений. Представители несвижско-олыкской ветви рода братья Николай Христофор Сиротка, Альбрехт и Станислав Радзивиллы создали соответственно Несвижскую, Клецкую и Олыкскую ординации (1586); позднее была образована Давид-Городокская ординация. Кардинал Юрий Радзивилл (1556—1600)

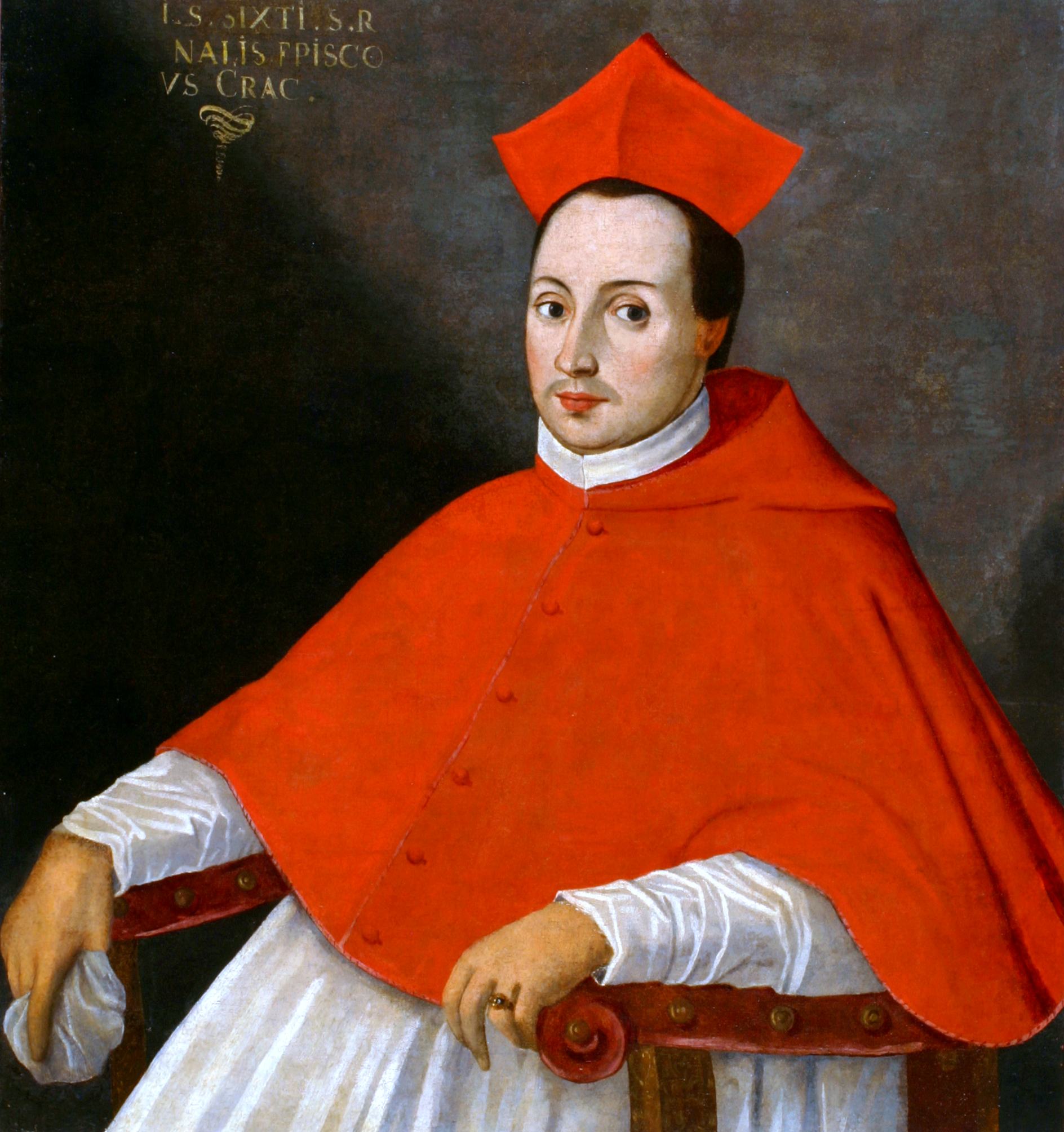
Кардинал Юрий Радзивилл (1556—1600)

- Николай Радзивилл Старый (?—1509) — сын Радзивилла Остиковича, наместник смоленский (1482—1488), новогрудский и бельский (с 1488), каштелян трокский (с 1488), воевода виленский и канцлер великий литовский (с 1492).
- Николай Радзивилл (1470—1521) — сын Николая Старого, подчаший литовский (с 1494), наместник бельский (1494—1503), воевода трокский и маршалок земский (с 1505), воевода виленский и канцлер великий литовский (с 1510), князь Священной Римской империи (с 1518).
- Войцех Альбрехт Радзивилл (ок. 1480—1519) — сын Николая Радзивилла Старого и Софьи Анны Монвид, епископ луцкий, епископ виленский (1508—1519).
- Юрий Радзивилл (Геркулес) (1480—1541) — сын Николая Старого, подчаший литовский (1510—1516), воевода киевский (1511—1514), гетман надворный (с 1521), каштелян трокский (1522—1527), виленский (с 1527), великий гетман литовский (с 1531), староста гродненский, наместник мозырский, державца лидский, скидельский, белицкий. За победы в 30 битвах был прозван Victor (Победитель).
- Николай Радзивилл Рыжий (1512—1584) — сын Юрия, воевода трокский (1549—1566), гетман Великого княжества Литовского (1553—1566) и (с 1576), воевода виленский (с 1566), вел. канцлер литовский (1566—1579), староста ошмянский, слонимский, борисовский, мозырский, державца лидский, во время подготовки и заключения Люблинской унии 1569 стоял во главе сепаратистски настроенных магнатов, до 1579 года руководил подготовкой Статута Великого княжества Литовского 1588, в нач. 1570-х г. как брат королевы Барбары Радзивилл, был приближённым Сигизмунда Августа, неограниченный правитель Великого княжества Литовского; кальвинист.
- Николай Радзивилл Чёрный (1515—1565) — внук Николая Старого, сын маршалка великого литовского (1514—1522) Яна Радзивилла Бородатого (ок. 1474—1522) и Анны (из рода Кишек), маршалок земский (с 1544), канцлер вел. литовский (с 1550), воевода виленский (с 1551), староста брестский, ковенский, борисовский, администратор Ливонии; лютеранин, с 1555 года кальвинист, издал на свои средства Библию в Бресте (1563); при нём Несвиж стал центром кальвинизма в ВКЛ.
- Барбара Радзивилл (1520—1551) — дочь Юрия Геркулеса, знаменитая литовская красавица, жена великого князя литовского и короля польского Сигизмунда II Августа.
- Анна Радзивилл (1525—1600) — дочь Яна Николаевича Радзивилла (1492—1542), дважды была замужем: 1. За Станиславом Кишкой, старостой Бреславльским, воеводой Витебским; 2. За Кристофом Андреевичем Садовским — врадником коденским и кривоберским (королевский замок Кривая Берва), старостой Остринским, внуком Ивана Сангушковича из Гедиминовичей;
- Николай Христофор Радзивилл Сиротка (1549—1616) — сын Николая Чёрного, маршалок надворный литовский (с 1569), маршалок вел. литовский с [1579], каштелян трокский (с 1586), воевода трокский (с 1590), виленский (с 1604); кальвинист, под влиянием Петра Скарги перешёл в католицизм (1567), в своих владениях вводил католичество, поддерживал греко-католическую церковь. Раненый под Псковом (1579), оставил службу, стал меценатом, покровительствовал Виленской академии общества Иисуса.
- Христофор Николай Перун (1547—1603) — сын Николая Рыжего, подчаший литовский (1569), гетман польный литовский (с 1572), каштелян трокский и подканцлер литовский (с 1579), воевода виленский (с 1584), гетман вел. литовский (с 1589), староста борисовский; кальвинист, выступал против Брестской унии 1596.
- Юрий (Ежи) Радзивилл (1556—1600) — сын Николая Чёрного, епископ виленский (с 1580). Воспитан в духе кальвинизма, обучался в Лейпцигском университете, в 1574 году обращён иезуитами в католичество, продолжал обучение в Риме (1575—1578), в 1580 году совершил паломничество в Иерусалим. Стал ревностным католиком, преследовал не католиков, закрывал типографии кальвинистов, сжигал публично их сочинения. С 1582 года наместник в Инфляндии, с 1584 года кардинал, активный участник политической жизни Речи Посполитой. С 1591 года епископ краковский. Похоронен в Риме.
- Станислав (1559—1599) — сын Николая Чёрного, маршалок великий литовский, участвовал в войнах Стефана Батория с Иваном Грозным. Издал (1586) в Вильно две своих книги: «Genadiusza Scholariusza Patryarchy Carogrodzkiego» и «O jednym, prawdziwym i najwyzsym w Koscielie swietym Chrystowym Pasterzu po grecku napisane a teraz na polskie przelozone». Фарный костёл в Несвиже — родовая усыпальница Радзивиллов

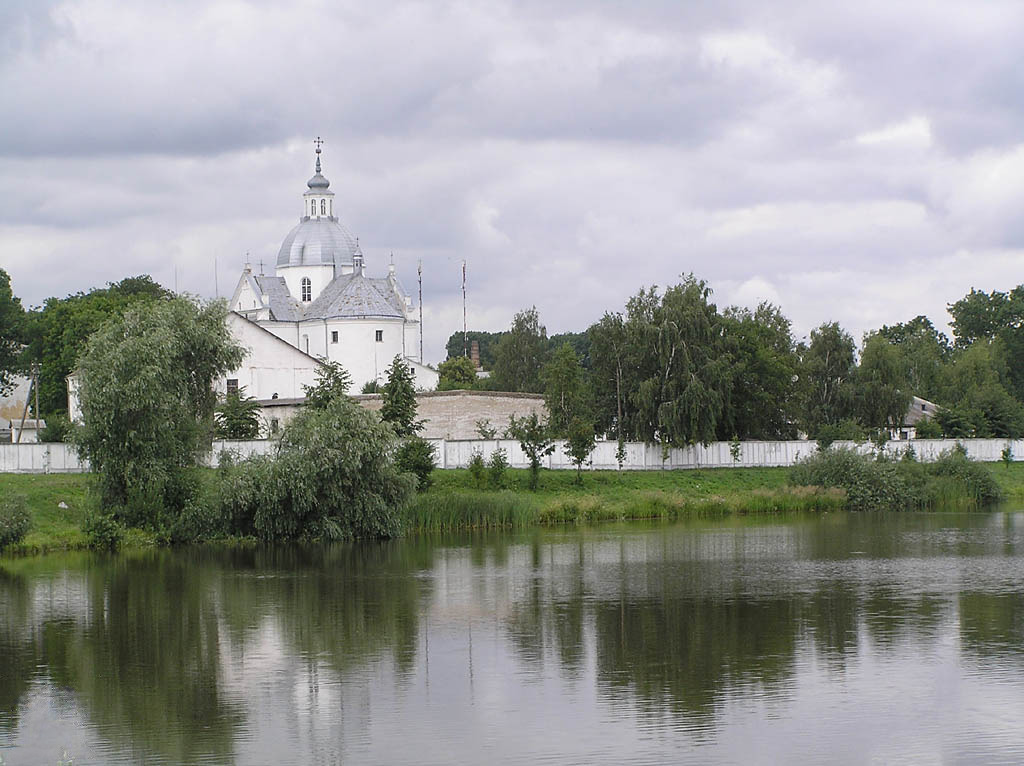
Фарный костёл в Несвиже — родовая усыпальница Радзивиллов

- Януш Радзивилл (1579—1620) — сын Христофора Николая «Перуна», каштелян виленский (с 1619), подчаший литовский (с 1599), староста борисовский; кальвинист, выступал против Сигизмунда III, от жены из рода Олельковичей-Слуцких Софьи получил Слуцкое и Копыльское княжества. Обиженный опалой, стал деятельным участником рокоша Зебжидовского против Сигизмунда III; впоследствии помирился с королём, но участия в делах государственных не принимал.
- Софья Радзивилл (1585—1612) — жена Януша Радзивилла, княжна Слуцкая, дочь князя Юрия Юрьевича, последняя из рода князей Слуцких и Копыльских, потомков великого князя Литовского Ольгерда (по линии Олельковичей). Умерла во время родов. Причислена к лику православных святых.
- Христофор Радзивилл (1585—1640) — сын Христофора Николая «Перуна», гетман польный литовский (1615—1635), каштелян виленский (1633), воевода виленский (с 1633), гетман вел. литовский (с 1635), староста могилёвский, участник русско-польской войны 1632—1634 и заключения Поляновского мира 1634.
- Альбрехт Станислав Радзивилл (1595—1656) — сын Станислава Радзивилла, ординат олыкский, подканцлер литовский (1619—1623) канцлер вел. литовский (с 1623) и староста пинский, эконом кобринский. Автор «Дневника» (рукописный, на латыни, на польском языке издан (1839), охватывает (1632—1656) — источника для изучения государственной, международной, религиозной политики правящих кругов Речи Посполитой.
- Януш Радзивилл (1612—1655) — сын Христофора, подкоморий литовский с 1633 года, гетман польный литовский с 1646 года, староста жмудский в 1646—1653, воевода виленский с 1653 года, гетман великий литовский с 1654 года, возглавлял литовские войска, сражавшиеся против русских в войне 1648—1654, в 1655 году возглавил литовских магнатов шведской ориентации и подписал Кейданский договор 1655; руководитель кальвинистов.
- Мария Радзивилл (?—1660) — дочь молдавского господаря Василия Лупу, жена гетмана Януша Радзивилла.
- Богуслав Радзивилл (1620—1669) — сын подчашия Януша, внук «Перуна», зять гетмана Януша, князь Слуцка и Копыля, хорунжий вел. литовский с 1638, конюший литовский с 1646 года, участник войны 1654—1667; подавления восстания Б. Хмельницкого, кальвинист.
- Михаил Казимир Радзивилл (1625—1680) — внук Николая «Сиротки», ординат несвижский, стольник литовский с 1652 года; кравчий литовский с 1653 года, каштелян виленский с 1661 года, воевода виленский с 1667 года, подканцлер литовский и гетман польный литовский с 1668 года, староста каменецкий, гомельский, лидский, кричевский, пропойский.
- Доминик Николай Радзивилл (1653—1697) — брат Михаила Казимира, канцлер Литовский.
- Людвика Каролина Радзивилл (1667—1695) — княжна, дочь Богуслава, жена маркграфа бранденбургского в первом браке, жена герцога пфальц-нойбургского во втором браке. Белорусская меценатка.
- Кароль Станислав Радзивилл (1669—1719) — сын Михаил Казимира, канцлер великий литовский с 1698, подканцлер литовский с 1690, конюший великий литовский с 1686, стольник великий литовский с 1685, тиун виленский.
- Ян Николай Радзивилл (1681—1729) — старший сын канцлера великого литовского Доминика Николая Радзивилла, кравчий литовский (1699—1706 и 1707—1708), каштелян виленский (1707), воевода новогрудский (1709—1729), староста лидский, юрборский, судовский.
- Николай Фаустин Радзивилл (1688—1746) — сын канцлера великого литовского Доминика Николая Радзивилла, мечник великий литовский, позже — воевода новогрудский (1729—1746).
- Михаил Казимир Рыбонька (1702—1762) — внук Михаила Казимира, ординат несвижский, маршалок надворный литовский с 1734 года, гетман польный литовский и каштелян трокский с 1735 года, воевода трокский с 1737 года, каштелян виленский с 1742 года, воевода виленский и гетман вел. литовский с 1744 года, староста каменецкий, кричевский и др.; меценат, основал в Несвиже типографию, открыл корпус кадетов, готовивший офицеров для войска Радзивиллов.
- Франциска Урсула Радзивилл (1705—1753) — из рода Вишневецких, жена «Рыбоньки», польская писательница. Жила в Несвиже. Для Несвижского театра Радзивиллов в 1746—1752 написала 16 драматических произведений и оперных либретто. В своём творчестве использовала мотивы Дж. Боккаччо, Мольера, переводя их на местные реалии. Мать Януша Радзивилла (1734—1750).
- Удальрик (Ульрик) Кшиштоф Радзивилл (1712—1770) — внук Доминика Николая, конюший с 1734 года, писарь Великого княжества Литовского с 1762 года, минский староста. Автор книг «Описание забот людей всех сословий» (1741), «Моральные элегии» (1752), «Светская критика, или Сатира», в рукописи). Переводил на польский язык произведения Софокла, Корнеля, Расина.
- Кароль Станислав Радзивилл (1734—1790), прозванный Пане Коханку — сын «Рыбоньки», ординат несвижский, мечник литовский с 1752 года, воевода виленский в 1762—1764, 1768—1790, противник Чарторыйских и короля Станислава Августа Понятовского, в 1764 году эмигрировал, в 1767 году по предложению Екатерины II вызван на родину, возглавил приверженную к России Радомскую конфедерацию, участник Барской конфедерации.
- Михаил Иероним (1744—1831) — правнук Доминика Николая, воевода Виленский. Неборувский дворец княгини Елены Радзивилл

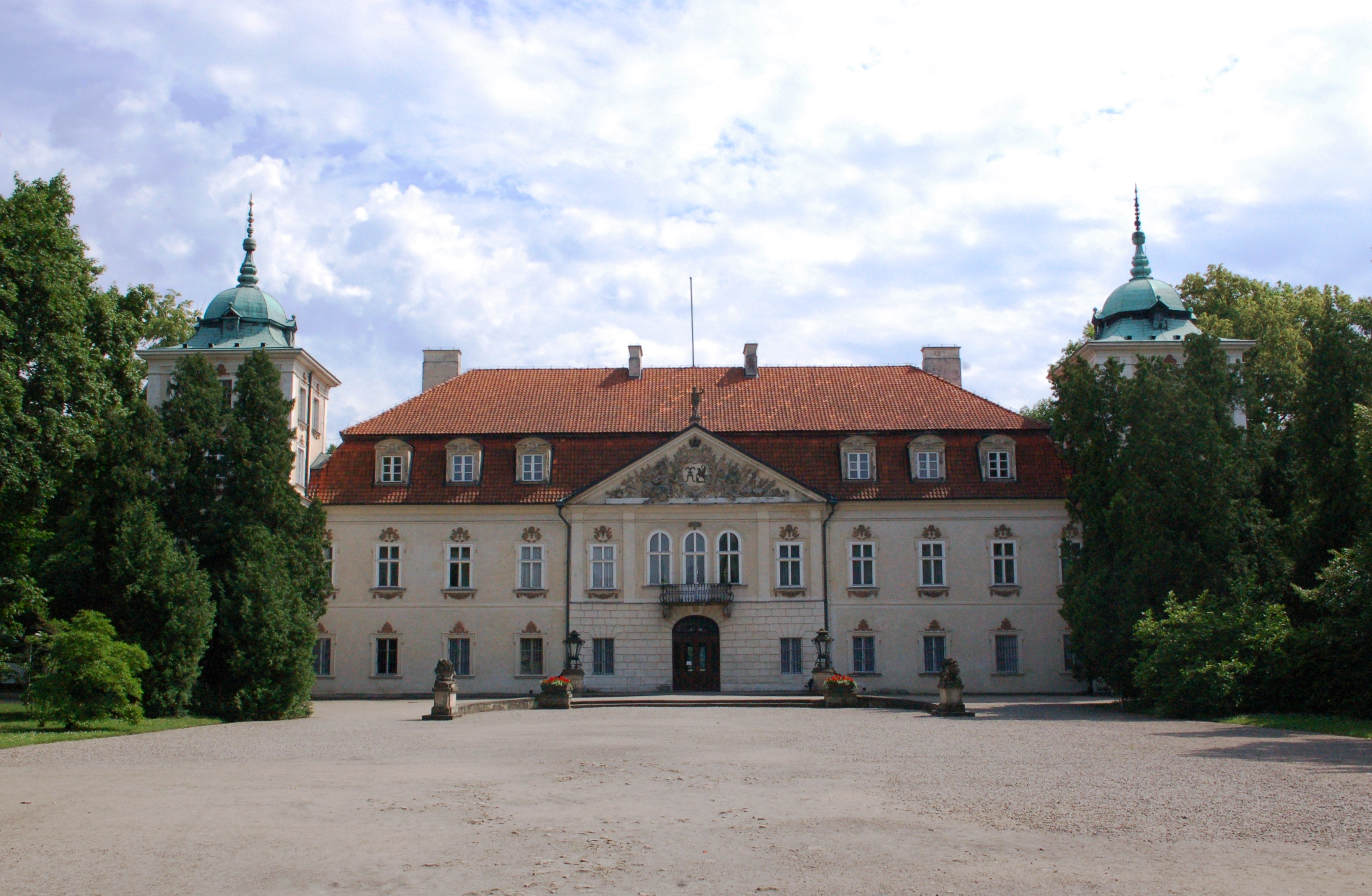
Неборувский дворец княгини Елены Радзивилл

- Мацей Радзивилл (1749—1800) — правнук Доминика Николая, подкоморный Вел. кн. Литовского с 1786 года, каштелян виленский с 1790. Польский драматург и композитор. Для Несвижского театра Радзивиллов написал либретто опер «Агатка» (1784) и «Войт албанского селения» (1786). Писал полонезы, сонаты, серенады.
- Елена Радзивилл, урожд. Пшездецкая (1753—1821) — жена Михаила Иеронима Радзивилла, придворная дама Екатерины II.
- Антоний Генрих Радзивилл (1775—1833) — сын Михаила Иеронима, с молодых лет жил при берлинском дворе, женат был на родственнице короля Фридриха-Вильгельма II; с 1815 года — наместник великого княжича Познанского; виолончелист и композитор (музыка к «Фаусту» Гёте).
- Михаил Гедеон Радзивилл (1778—1850) — брат Антония Генриха, участвовал в восстании Тадеуша Костюшки, служил в польских легионах и получил чин генерала. После отказа Хлопицкого от диктатуры был некоторое время (январь 1831) предводителем польской армии, но после Гроховской битвы сложил с себя это звание.
- Доминик Иероним Радзивилл (1786—1813) — племянник Пане-Коханку, несвижский ординат, полковник войска польского, адъютант Наполеона I.

Владения Радзивиллов в XVI—XVII вв.

- Элиза Радзивилл (1803, Берлин — 1832, Бад-Фрайенвальде) — княжна Радзивилл, дочь Антония Генриха, первая любовь будущего кайзера Вильгельма I.
- Лев Радзивилл (1808—1884) — племянник Антония Генриха, флигель-адъютант императора Николая I, генерал от кавалерии, служил в лейб-гвардии Гродненском гусарском полку. Участвовал в подавлении польского восстания (1830), награждён медалью «За усмирение Венгрии и Трансильвании», командовал уланской дивизией в Крымскую войну. Женат на фрейлине княжне Софье Александровне Урусовой (дочери сенатора князя А. М. Урусова).
- Эдмунд Радзивилл (1842, Теплице, Чехия — 1895, Бельгия) — внук Антония Генриха, депутат рейхстага, написал «Die kirchliche Autoritat und das Moderne Bewusstsein» (1872) и «Die Wunder in Marpingen» (1877).
- Екатерина Радзивилл, урожд. Ржевуская (1858—1941, Нью-Йорк) — жена Вильгельма Радзивилла (1845—1911; внука Антония Генриха), писательница, аферистка. Жила в Южной Африке, сидела в тюрьме за мошенничество. В. Пикуль написал о ней рассказ «Дама из Готского альманаха».
- Магдалена Радзивилл, урожд. Завиша-Кежгайло (1861, Варшава ― 1945, Фрибур, Швейцария) ― сноха Екатерины, деятель белорусского культурного движения, меценатка.
- Леон Констант Радзивилл (1880—1927) — сын Константина (1850—1920)
- Станислав Вильгельм Радзивилл (1880—1920) — 11-й ординат Давид-Городокский (1904—1920). Поручик прусской, затем российской армии, ротмистр польской кавалерии.
- Януш Францишек Радзивилл (1880—1967) — племянник Эдмунда, ординат олыкский с 1926 года, сенатор в 1935—1939. Арестован в 1939 году советскими войсками, помещён на Лубянку. Завербован НКВД. По словам П. Судоплатова, Я. Радзивилл вместе с актрисой Ольгой Чеховой должны были помочь в покушении на Гитлера. После Варшавского восстания арестован немцами и заключён вместе с женой в тюрьму Моабит.
- Альбрехт Антоний Радзивилл (1885—1935) — праправнук Антония Генриха, политик, 16-й несвижский ординат.
- Кароль Николай Радзивилл (1886—1968) — брат Альбрехта Антония, последний 13-й давид-городокский ординат (до 1939).
- Леон Радзивилл (1888—1959) — брат Кароля, последний, 17-й несвижский и 14-й клецкий ординат (до 1939).
- Станислав Альбрехт Радзивилл (1914—1976) — сын сенатора Януша, свояк президента США Джона Фицджеральда Кеннеди (по своему третьему браку с Кэролайн Ли Бувье), родной сестрой (младшей) Жаклин Ли Бувье (Кеннеди).
- Эльжбета Радзивилл (1917—2021) — единственный ребёнок Альбрехта Антония Вильгельма Радзивилла (1885—1935) и его жены-англичанки Дороти Паркер Дикан. Старейшая из рода Радзивиллов — 21 сентября 2018 ей исполнился 101 год. В 1993 и 2009 (дважды) годах была в Беларуси.
- Константин Радзивилл (род. 1958) — польский финансист и политик, посол в Литве (2023—2024).
- Мацей Радзивилл (род. 1961) — финансист, один из известнейших современных Радзивиллов[8][9].

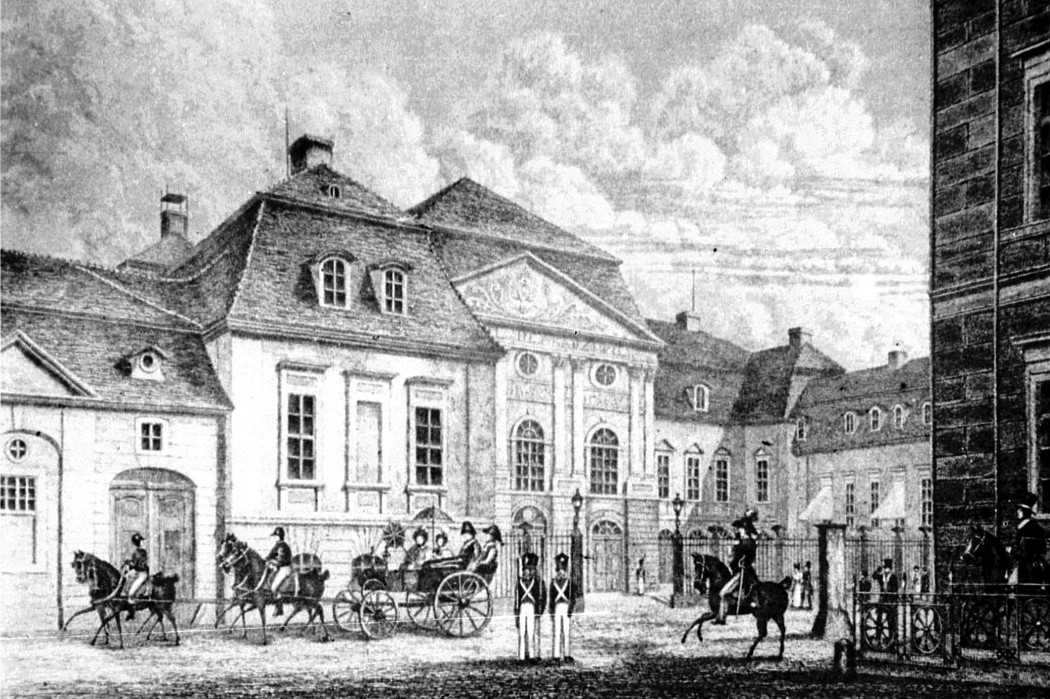
Дворец Радзивиллов в Берлине
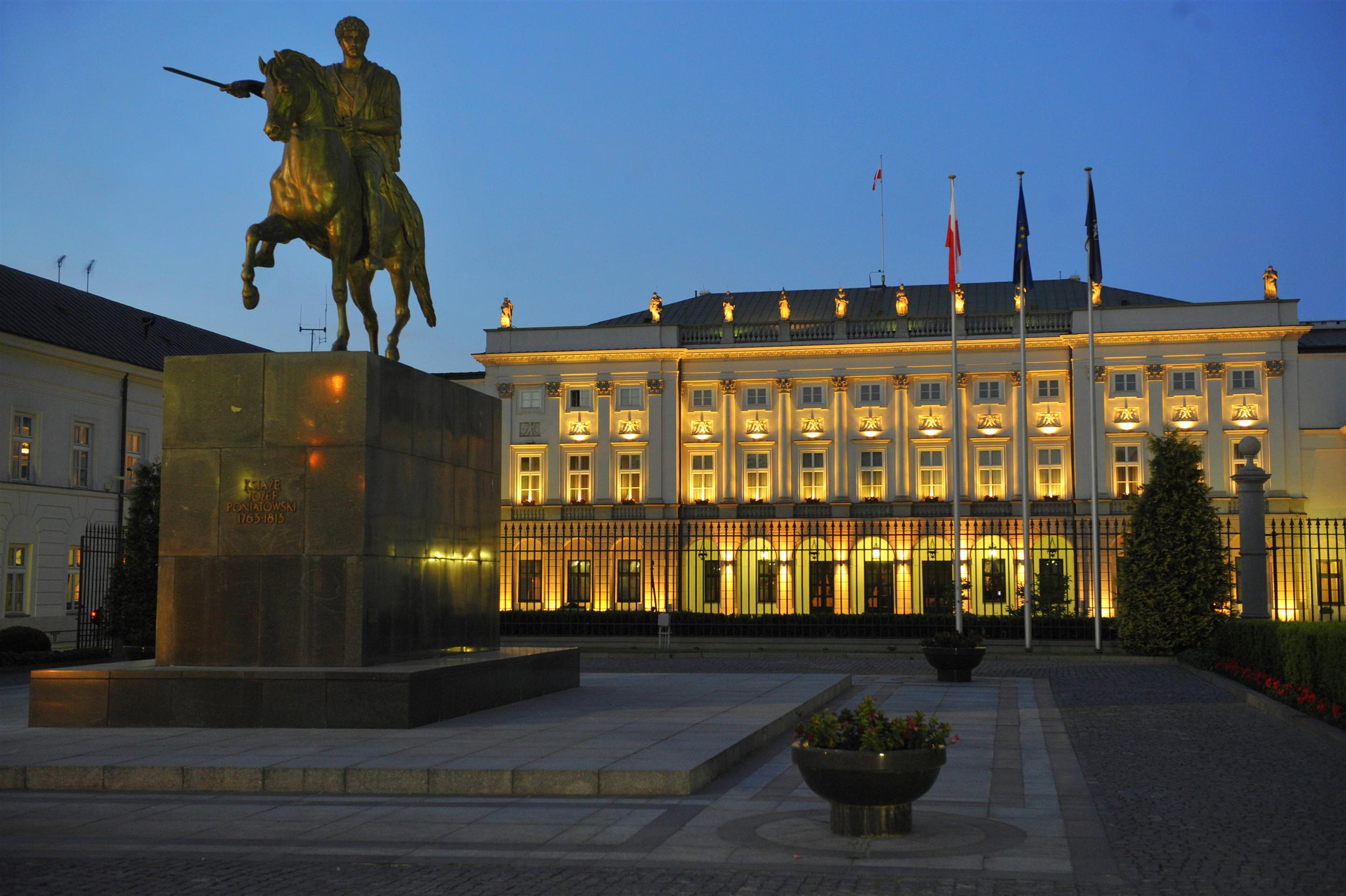
Большой дворец Радзивиллов в Варшаве
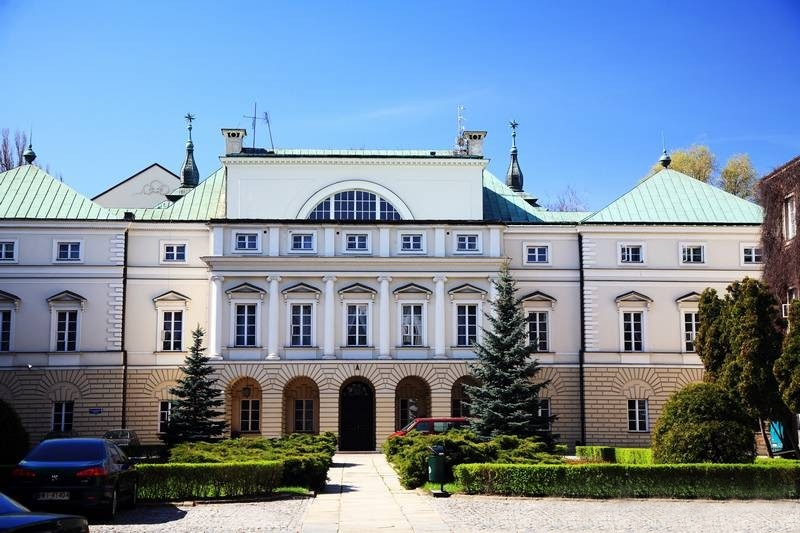
Малый дворец Радзивиллов в Варшаве

## В мировой культуре
- Известные представители рода великий гетман Литовский Януш Радзивилл (1612—1655) и его двоюродный брат великий хорунжий и великий конюший ВКЛ Богуслав Радзивилл (1620—1669) являются персонажами исторического романа классика польской литературы Генрика Сенкевича «Потоп» (1884—1886). В экранизации романа польским режиссёром Ежи Гофманом (1974) роль Януша исполняет Владислав Ханьча, роль Богуслава — Лешек Телешиньский.
- Барбара Радзивилл (1520—1551), сначала любовница, а затем супруга короля Сигизмунда II Августа, является персонажем исторического романа польской писательницы Галины Аудерской «Дракон в гербе. Королева Бона» (Smok w herbie. Królowa Bona, 1983), созданного на основе сценария для телесериала Януша Маевского «Королева Бона» (Królowa Bona, 1980—1981).
- Князь Иероним Радзивилл (1715—1760) является одним из центральных персонажей драмы Владимира Короткевича «Мать урагана» (1985), посвящённой Кричевскому восстанию 1743—1744 годов и экранизированной в 1990 году на киностудии «Беларусьфильм» (в роли Радзивилла — Александр Филиппенко).
- В 2024 году Елена Воробей написала книгу «Сокровища Радзивиллов», посвященную многочисленным и захватывающим легендам рода Радзивиллов.

## Названы в честь Радзивиллов
- Радивилов, город на Украине.
- Радвилишкис, город в Литве.
- Радзивиллимонты, деревня в Беларуси.